# Метанове бродіння
Мета́нове броді́ння — метод біотехнології, що полягає у ферментаційному перетворюванні біоценозом анаеробних мікроорганізмів більшості органічних полімерних та інших сполук на метан і вуглекислий газ. Це один з відомих методів очищення стічних вод, обробки осадів первинних відстійників і надлишкового активного мулу очисних споруд каналізації.
У біотехнології анаеробного ферментування використовуються герметичні резервуари — метантенки. У результаті життєдіяльності біоценозу метантенка знижується концентрація органічних речовин і утворюється екологічно чисте паливо — біогазу. Для отримання біогазу можуть використовуватись відходи сільського господарства, стоки переробних підприємств, що містять цукор, побутові відходи, стічні води міст, спиртових заводів тощо.

## Принцип
Біотехнологія методу складається з чотирьох біохімічних етапів, які можуть відбуватись в одному резервуарі, при цьому виконуються різними типами мікроорганізмів:
- гідроліз за допомогою бактерій складних вхідних полімерних матеріалів на прості розчинні сполуки, доступні іншим мікроорганізмам;
- ацидогенез, тобто перетворення цукрів та амінокислот на вуглекислий газ, водень, аміак і органічні кислоти
- ацетогенез, тобто перетворення органічних кислот на оцтову кислоту, аміак, водень, та вуглекислий газ
- метаногенез, тобто перетворення археями-метаногенами цих продуктів на метан і вуглекислий газ.

Метанове бродіння ефективніше для перероблення відходів за звичайні аеробні методи. Хоча процес був відомий з середини 20 століття, він отримав значну увагу лише в 21 столітті через збільшення економічної вигоди від нього за рахунок отримання палива.

## Переваги анаеробного методу очищення стічних вод
Перевагами анаеробного методу є низька енергозатратність (енергоспоживання процесів анаеробного очищення становить ~10 % від енергоспоживання аеробного очищення), високі навантаження, одержання метану як енергоносія, утворення невеликої кількості надлишкового мулу, невеликі площі для споруд, можливість застосування модулів доочищення, а вартість анаеробного очищення у 13 разів менша, ніж аеробного.